# NGC 1550
NGC 1550 = NGC 1551 ist eine Elliptische Galaxie vom Hubble-Typ E/S0 im Sternbild Stier auf der Ekliptik. Sie ist schätzungsweise 164 Millionen Lichtjahre von der Milchstraße entfernt und hat einen Durchmesser von etwa 105.000 Lichtjahren. Die Galaxie ist das hellste Mitglied der NGC 1550-Gruppe (LGG 113).

Im selben Himmelsareal befinden sich die Galaxien IC 363, IC 364, IC 365, IC 366.
Das Objekt wurde am 8. Oktober 1785 von Wilhelm Herschel entdeckt.

## NGC 1550-Gruppe (LGG 113)
| Galaxie   | Alternativname | Entfernung / Mio. Lj |
| --------- | -------------- | -------------------- |
| NGC 1542  | PGC 14800      | 164                  |
| NGC 1550  | PGC 14880      | 164                  |
| PGC 14718 | UGC 2994       | 147                  |
| PGC 14744 | MCG +00-11-031 | 155                  |
| PGC 14779 | UGC 2998       | 148                  |
| PGC 14790 | UGC 3002       | 157                  |
| PGC 14803 | UGC 3004       | 158                  |
| PGC 14849 | UGC 3010       | 171                  |